# Yuko Shintake
Yuko Shintake, em japonês: 新竹優子 Shintake Yuko, (Osaka, 20 de abril de 1991) é uma ginasta japonesa que compete em provas de ginástica artística.
Yuko fez parte da equipe japonesa que disputou os Jogos Olímpicos de Pequim, em 2008, China.

## Carreira
Iniciando no desporto aos dois anos de idade, Yuko estreou em competições internacionais em 2007, disputando o Campeonato Nacional Japonês, encerrando na quinta colocação no evento geral individual. No Campeonato Asiático de 2008, Yuko conquistou a medalha de ouro por equipes e bronze no solo; na prova individual, foi apenas quarta colocada. Ainda em 2008, em sua primeira aparição olímpica, nos Jogos Olímpicos de Pequim, a ginasta ajudou a equipe japonesa, a conquitar a quinta colocação nos eventos coletivos. Individualmente, Yuko foi 67ª colocada no individual geral e 23ª na trave.
Abrindo o calendário competitivo de 2009, a ginasta participou do Campeonato Nacional Japonês, sendo medalhista de bronze no individual geral. No evento seguinte, a Copa Japão, foi medalhista de bronze coletivamente, atrás da equipe russa e chinesa, prata e ouro, respectivamente. Em meados de outubro, disputou o Mundial de Londres. Nele, apresentou-se apenas na trave; somando 13.625 pontos, terminou na 22ª colocação no aparelho. No compromisso seguinte, o desafio Japão vs Austrália, Shintake conquistou a medalha de bronze no concurso geral, e com o ouro na disputa das barras assimétricas. Em dezembro, na disputa da Copa Toyota, conquistou a medalha de ouro na disputa da trave, somando 14,125 pontos; a chinesa Deng Linlin, foi prata e a russa Ekaterina Kurbatova terminou com o bronze.

## Principais resultados
| Ano  | Evento                                    | AA                | Equipe            | Salto sobre o cavalo | Barras assimétricas | Trave           | Solo              |
| ---- | ----------------------------------------- | ----------------- | ----------------- | -------------------- | ------------------- | --------------- | ----------------- |
| 2007 | Campeonato Nacional Japonês               | 5º                |                   |                      |                     |                 |                   |
| 2008 | Jogos Olímpicos                           | 67º               | 5º                | 43º                  |                     | 23º             | 41º               |
| 2008 | Campeonato Ásiatico                       | 4ª                | Medalha de ouro   |                      |                     |                 | Medalha de bronze |
| 2009 | Campeonato Nacional Japonês               | Medalha de bronze |                   |                      |                     |                 |                   |
| 2009 | Copa Japão                                |                   | Medalha de bronze |                      |                     |                 |                   |
| 2009 | Campeonato Mundial de Ginástica Artística |                   |                   |                      |                     | 22º             |                   |
| 2009 | Japão vs Austrália                        | Medalha de bronze |                   |                      | Medalha de ouro     |                 |                   |
| 2009 | Copa Toyota                               |                   |                   |                      |                     | Medalha de ouro |                   |
| 2010 | Jogos Asiáticos                           |                   | Medalha de prata  |                      |                     | 5º              |                   |